# August Hermann Francke

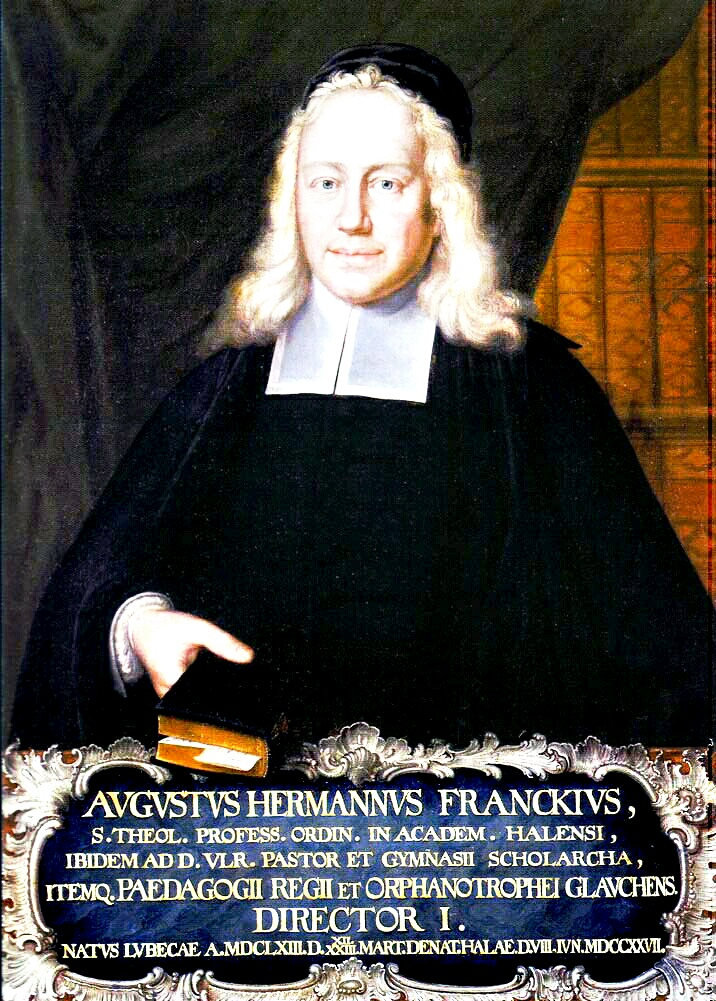
August Hermann Francke

August Hermann Francke (Lübeck, 22 maart 1663 - Halle, 8 juni 1727) was een Duitse theoloog en pedagoog. 

## Levensloop
In Gotha leerde hij al vroeg de sociale maatregelen van de Reformatie kennen, die Ernst van Saksen-Gotha doorgevoerd had. In Erfurt begint hij de studie theologie, die hij na Kiel en Hamburg in Leipzig voortzette.
Daar maakte hij kennis met Philipp Jakob Spener, de "vader van het Duitse piëtisme".